# قلمرو و مرزهای منطق صوری
قلمرو و مرزهای منطق صوری کتابی از ریچارد جفری با ترجمهٔ پرویز پیر است که در سال ۱۳۶۶ منتشر و در مراسم کتاب سال جمهوری اسلامی ایران به‌عنوان کتاب برگزیده معرفی شد.